# Litkedjupet

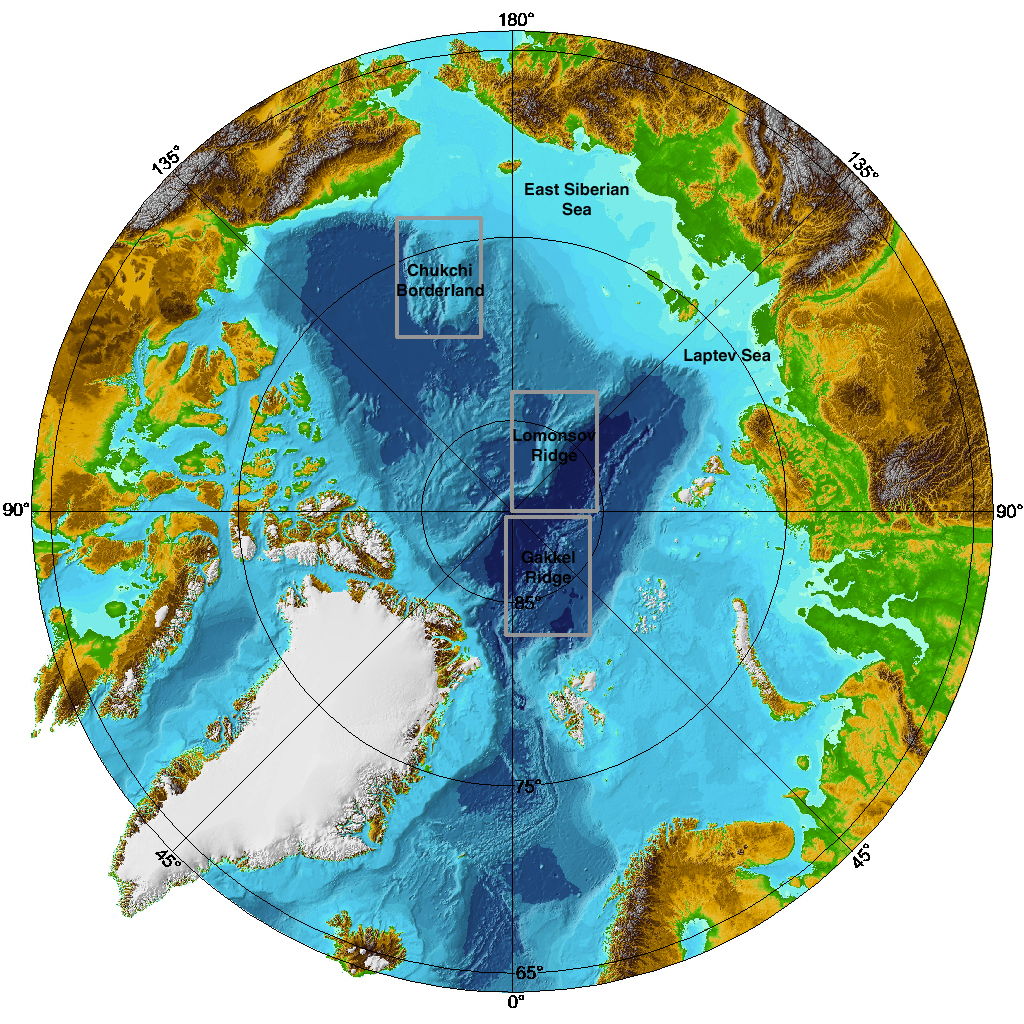
Lägeskarta, Litkedjupet strax söder om Gakkel Ridge

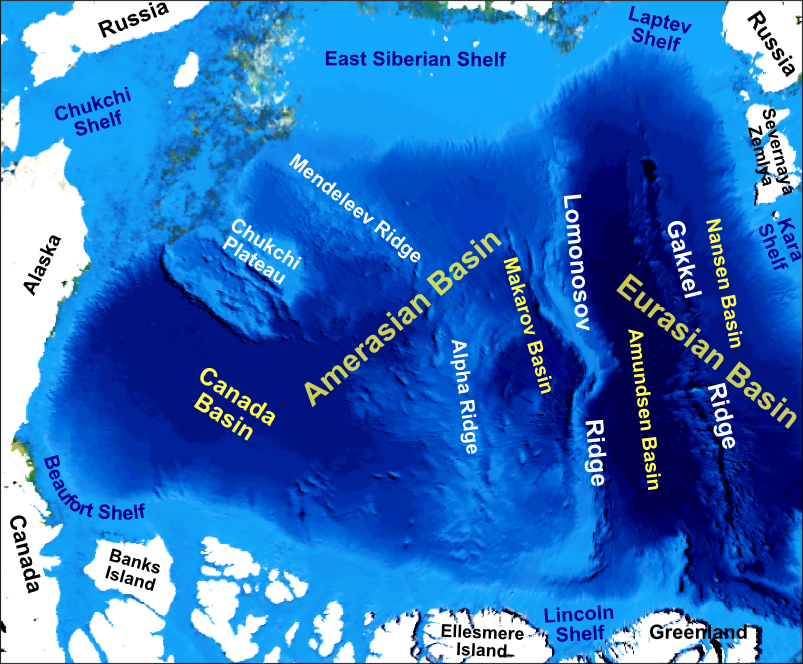
Områdeskarta

Litkedjupet (ryska: Жолоб Ли́тке, engelska: Litke Deep och Litke Depression) är en djuphavsgrav i Norra ishavet. Platsen är en av världens yttersta platser som den lägsta punkten i hela området och den 20.e djupaste djuphavsgraven i världen.

## Geografi
Litkedjupet ligger i den sydvästra delen av den Eurasiska sänkan söder om undervattensryggen Gakkelryggen cirka 350 km nordöst om Svalbard och cirka 220 km norr om Nordaustlandet. Den djupaste punkten ligger cirka 5 450 meter (ca 17 880 feet) under havsytan. Medeldjupet i Norra ishavet ligger på cirka 1 000 meter och cirka 60 % är mindre än 200 meter djupt.
Den Eurasiska sänkan sträcker sig från nordöst om Grönland förbi Svalbard, Frans Josefs land och Severnaja Zemlja till Tajmyrhalvön. Ibland omnämns Molloydjupet som Norra ishavets djupaste punkt, detta djup ligger dock i Framsundet i Grönlandshavet.

## Historia
Litkedjupet upptäcktes 1955 under en expedition av ryska isbrytaren "Fyodor Litke". Området namngavs efter den ryske polarforskaren Fjodor Litke.